# 乐天世界

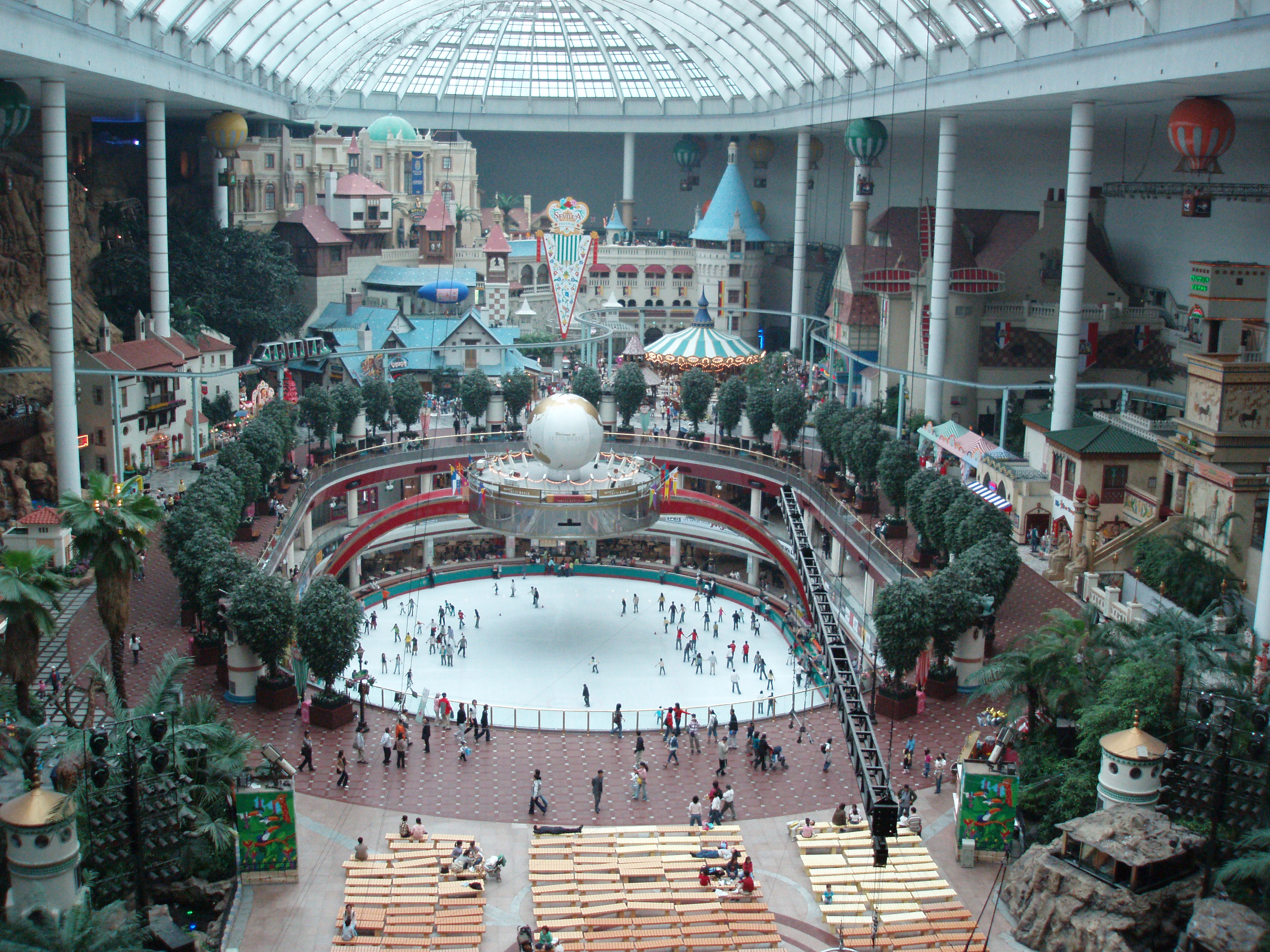
乐天世界内部

乐天世界（： Lotdewoldeu */?）是位于韩国首尔的全世界最大室内游乐园，吸引世界各國的觀光客前往，它包括一个巨型室内主题公园、户外游乐园、商场、酒店、韩国民俗村、体育设施、电影院组成的一个领域，之间由单轨铁路连接。
乐天世界由韩国乐天集团建造，邻近首尔地铁2号线和首尔地铁8号线的蚕室站。